# Nathan Aké
Nathan Benjamin Aké (18 de febrer de 1995) és un futbolista professional neerlandès que juga com a defensa central o lateral esquerre pel Manchester City Football Club anglès i per l'equip nacional neerlandès.

## Palmarès
Chelsea FC
- 1 Lliga Europa de la UEFA 2012-13[3]
- 2 FA Premier League: 2014-15, 2016-17
- 1 Copa de la Lliga: 2014-15

Manchester City FC
- 1 Campionat del Món de Clubs: 2023
- 1 Lliga de Campions de la UEFA: 2022-23
- 1 Supercopa d'Europa: 2023
- 4 FA Premier League: 2020-21, 2021-22, 2022-23, 2023-24
- 1 Copa anglesa: 2022-23
- 1 Copa de la Lliga: 2020-21

Selecció neerlandesa
- 2 Campionats d'Europa sub-17: 2011, 2012